# Liuva I
Liuva I was koning van de Visigoten van 567 tot 572.

## Biografie
Zijn band met zijn voorganger Athanagild is niet erg duidelijk. Voor hij tot koning werd uitgeroepen ging een verkiezingsperiode vooraf. Kort na zijn aanstelling viel Gontram van Bourgondië, Septimanië binnen. Liuva stelde zijn jongere broer Leovigild aan als medekoning aan om het zuidelijke deel van het land te regeren.
In 572 stierf Liuva, zijn broer Leovigild werd alleenheerser.
Alarik I ·
Athaulf ·
Sigerik ·
Wallia ·
Theoderik I ·
Thorismund ·
Theoderik II ·
Eurik ·
Alarik II ·
Gesalic ·
Amalarik ·
Theudis ·
Theudigisel ·
Agila I ·
Athanagild ·
Liuva I ·
Leovigild ·
Reccared I ·
Liuva II ·
Witterik ·
Gundemar ·
Sisebut ·
Reccared II ·
Suintila ·
Sisenand ·
Chintila ·
Tulga ·
Chindaswinth ·
Recceswinth ·
Wamba ·
Erwig ·
Ergica ·
Wittiza ·
Roderik ·
Achila II ·
Ardon